# Abdelilah Amimi
Abdelilah Amimi (en arabe : عبد الاله عميمي), né le 19 janvier 1991 à Casablanca (Maroc) est un footballeur marocain évoluant dans le club des FAR de Rabat. Il joue au poste de milieu de terrain.

## Biographie
Abdelilah Amimi naît à Casablanca et intègre tôt l'académie du Wydad de Casablanca. Il fait ses débuts professionnels en 2010 avant de rencontrer des problèmes de concurrence en équipe A. En 2012, il est contraint de quitter le club. 
Lors de la saison 2015/2016, il participe à la Coupe des confédérations avec le club du Kawkab Marrakech.
Le 22 octobre 2018, il inscrit un but à la 16e minute qui fait le tour du monde contre le Difaâ Hassani d'El Jadida (victoire, 2-1).
Lors de la saison 2019/2020, il est le 6e meilleur buteur du championnat du Maroc avec six buts. Le 14 mai 2022, il remporte la Coupe du Maroc après une victoire de 3-0 au Stade Adrar d'Agadir face au Moghreb de Tetouan. Il est le buteur du troisième but inscrit.
En octobre 2020, il reçoit sa première sélection avec l'équipe du Maroc A' contre le Mali A' sous entraîneur Houcine Ammouta. Lors de son deuxième match face au Niger A', il inscrit son premier but en sélection.

## Palmarès

### En club
FAR de Rabat
- Coupe du Maroc (1) :
  - Vainqueur : 2022.